# Большое Залесье (Архангельская область)
Большое Залесье — деревня в Холмогорском районе Архангельской области.

## География
Находится в центральной части Архангельской области на расстоянии приблизительно 5 км на северо-восток по прямой от районного центра села Холмогоры в центральной части острова Куростров в пойме реки Северная Двина.

## История
В 1905 году здесь (тогда деревня Холмогорского уезда) было учтено 24 двора (деревня тогда состояла из двух более мелких деревень: Осеевской и Родионовской). До 2022 года входила в Холмогорское сельское поселение до его упразднения.

## Население
Численность населения: 117 человек (1905 год), 20 (русские 100 %) в 2002 году, 10 в 2010.